# 剱緒神社
剱緒神社（たちがおじんじゃ）は、岐阜県高山市国府町（旧・吉城郡国府町）に鎮座する神社。

## 概要
飛騨国式外社十社の一つの「正六位上剱緒神従五位下」と推測される。
現在の社殿は1975年（昭和50年）に櫻山八幡宮の社殿を移築した建物である。剱緒神社の旧社殿は祖霊殿となっている。
創建時期は不詳。一説では、成務天皇の治世の頃、飛騨国造の大八椅命が尾張国造小止与命から熱田神宮の神剣（天叢雲剣）の組緒を譲り受け、これを霊代として飛騨国鎮護神として創建したという。
一時荒廃したが、天正年間に「剣神社」として復興。江戸時代は「剣権現」と称し、吉城郡三川村（現・高山市国府町三川）の産土神社となる。
1929年（昭和4年）に白山神社を、1933年（昭和8年）に三川神社（縣神社）を合祀する。

## 主祭神
- 日本武尊

## 配祀神
- 白山比咩大神
- 縣大神

## 境内社
- 祖霊殿

## 史跡
- 剣緒古墳

古墳時代後期（6世紀後半）の円墳。高山市の史跡に指定されている。